# اریکسون تلویژن
اریکسون تلویژن (انگلیسی: Ericsson Television) شرکت تجهیزات مخابراتی بریتانیایی است، که در سال ۱۹۷۹ تأسیس شد.